# World Music (musikalbum)
World Music är det svenska garagerock-/punkbandet C.AARMÉs tredje studioalbum, utgivet 14 oktober 2009 på skivbolaget Spegel. Skivan var bandets första för detta bolag sedan man lämnat Burning Heart Records.

## Låtlista
1. "The British Breakfast Party"
2. "Bodybuilding"
3. "Dogs"
4. "Blodet"
5. "Old Shoes New Haircut"
6. "Assuan"
7. "Angola"
8. "Andreas Karlsson"
9. "Dustin"
10. "Rythm"
11. "The Abyss Song"

## Mottagande
World Music snittar på 3,0/5 på Kritiker.se, baserat på åtta recensioner.

### Fotnoter
1. ↑  ”World Music”. Discogs.com. http://www.discogs.com/CAarm%C3%A9-World-Music/release/2581500. Läst 1 maj 2012.
2. ↑  ”World Music”. Kritiker.se. https://kritiker.se/skivor/caarme/world-music/. Läst 1 maj 2012.